# عادل خان (ممثل)
عادل خان (بالنرويجية: Adil Khan)‏ (و. 1983  م) هو ممثل، وراقص نرويجي، ولد في أوسلو.

## وصلات خارجية
- عادل خان على موقع IMDb (الإنجليزية)

- عادل خان في قاعدة بيانات الأفلام على الإنترنت